# Xambrê
Xambrê är en kommun i Brasilien.   Den ligger i delstaten Paraná, i den södra delen av landet, 1 100 km sydväst om huvudstaden Brasília. Antalet invånare är 6 011.
Trakten runt Xambrê består i huvudsak av gräsmarker. Runt Xambrê är det glesbefolkat, med 14 invånare per kvadratkilometer.